# Каримгандж (округ)
Каримгандж (бенг. করিমগঞ্জ জেলা; англ. Karimganj) — округ на юге индийского штата Ассам. Образован в 1983 году. Административный центр — город Каримгандж. Площадь округа — 1809 км². По данным всеиндийской переписи 2001 года население округа составляло 1 007 976 человек. Уровень грамотности взрослого населения составлял 55,78 %, что немного ниже среднеиндийского уровня (59,5 %). Доля городского населения составляла 7,3 %.
До 1947 был частью округа Силхет.
Мусульмане-56% б Индусы -42% , Христиане 2%